# Sheep
"Sheep", originalmente compuesta como "Raving and Drooling", es el cuarto tema del disco Animals, de 1977, de la banda inglesa de rock progresivo Pink Floyd. Es probablemente una de las canciones más dinámicas del disco dejando de lado la corta Pigs on the Wing.
La canción empieza con el sonido de ovejas en una granja para luego dar lugar a un solo de teclado de Rick Wright. Después entra el bajo tocado esta vez por David Gilmour (levemente similar al de One of These Days, del álbum Meddle, de 1971), junto con la batería. Luego Waters entra con la parte rítmica de la guitarra, y luego cantando a un ritmo rápido comparado con el resto del disco.
En la etapa intermedia de la canción el ritmo disminuye dramáticamente, y, si se presta atención, se puede escuchar una parodia del Salmo 23, aunque con voz distorsionada y un volumen muy bajo.

## Concepto
Siguiendo la línea de representar a los humanos con animales, sobre la base del libro Rebelión en la Granja de George Orwell, a lo largo de todo el disco, Sheep representa a la gente común y corriente, la cual debe seguir al pie de la letra las indicaciones de sus "superiores" (los perros y los cerdos. Hacia el final Waters canta "¿Escuchaste las noticias?/¡Los Perros están muertos!/Mejor quédate en casa y haz lo que te dicen/Salte del camino si quieres llegar a viejo!", clamando la muerte de los Perros y los Cerdos y haciéndonos saber que las Ovejas (gente común) se han rebelado y matado a sus amos.

## Citas
En Animals, Roger tocó el bajo en "Dogs" y yo toqué el bajo en "Sheep" y en "Pigs". Por un par de años, la mayoría del bassline de "Sheep" lo tocaba Roger en conciertos, cuando aún era "Raving and Drooling". Como sea, en el estudio Roger quería tocar la parte rítmica de la guitarra, así que cambiamos roles.

David Gilmour, 1998, "Bass Player" 

## Personal
- Roger Waters - voz, guitarra rítmica, efectos electrónicos y de cinta, vocoder.
- David Gilmour - guitarra líder, bajo, sintetizador ARP Quadra, voz con delay (procedente de "Dogs").
- Richard Wright - Piano eléctrico Rhodes, órgano Hammond B3, sintetizadores ARP String Synth y Minimoog.
- Nick Mason - batería, efectos de cinta.